# Vila Fria e Vizela (São Jorge)
Vila Fria e Vizela (São Jorge) (llamada oficialmente União das Freguesias de Vila Fria e Vizela (São Jorge)) es una freguesia portuguesa del municipio de Felgueiras, distrito de Oporto.

## Historia
Fue creada el 28 de enero de 2013 en aplicación de una resolución de la Asamblea de la República de Portugal promulgada el 16 de enero de 2013 con la unión de las freguesias de São Jorge de Vizela y Vila Fria, pasando su sede a estar situada en la antigua freguesia de Vila Fria.

## Demografía
| Gráfica de evolución demográfica de Vila Fria e Vizela (São Jorge) entre 2011 y 2021 |
|                                                                                      |
| Datos según el nomenclátor publicado por el INE portugués.                           |